# 凡奧林 (伊利諾伊州)
凡奧林（英語：Van Orin）是位於美國伊利諾伊州比羅縣的一個非建制地區。該地的面積和人口皆未知。

## 地理
凡奧林的座標為41°33′00″N 89°21′12″W / 41.55000°N 89.35333°W，而該地的平均海拔高度為244米（即801英尺）。